# Darko Tipurić
Darko Tipurić (Sarajevo, 8. ožujka 1966.), hrvatski i bosanskohercegovački znanstvenik, sveučilišni profesor.

## Životopis
Rođen 8. ožujka 1966. u Sarajevu. Redoviti je profesor u trajnom zvanju na Ekonomskom fakultetu Sveučilišta u Zagrebu. Pročelnik je Katedre za organizaciju i menadžment i voditelj dva specijalistička poslijediplomska studija („MBA – poslovno upravljanje“ i „Strategija i korporativno upravljanje“).
U sveučilišnoj karijeri bio je prodekan, zamjenik dekana i dekan Ekonomskog fakulteta, član Matičnog odbora za društvene znanosti – polje ekonomije i niza drugih odbora i povjerenstava. Gostujući je profesor na više sveučilišta u Hrvatskoj i Europi. Objavio je 18 knjiga kao autor i urednik te oko 200 znanstvenih i stručnih radova iz područja strateškog menadžmenta, poslovnog odlučivanja i korporativnog upravljanja u zemlji i inozemstvu. Njegove knjige "Korporativno upravljanje u Hrvatskoj" i "Iluzija strategije - razotkrivanje socijalno konstruirane zbilje poduzeća" znatno su utjecale na razvoj tih disciplina.
Predsjednik je programskog odbora međunarodne znanstvene OFEL konferencije i član programskih i uređivačkih odbora nekoliko međunarodnih znanstvenih konferencija i časopisa. Dobitnik je više uglednih nagrada za svoj istraživački i nastavni rad. 
Osim sveučilišne karijere, konzultant je brojnih hrvatskih i inozemnih poduzeća i drugih institucija te aktivno sudjeluje na projektima razvoja poduzetništva, menadžmenta i korporativnog upravljanja u tranzicijskim zemljama. Ujedno je i počasni predsjednik Hrvatske udruge članova nadzornih i upravnih odbora (CID) i obnaša dužnosti u Europskoj konfederaciji udruga direktora (ecoDa). Član je Glavnog odbora Hrvatskog društva ekonomista (HDE). Osnivač je i član akademske mreže za razvoj korporativnog upravljanja u zemljama Jugoistočne Europe (SEECGAN) i brojnih drugih stručnih i znanstvenih društava, udruga i asocijacija. Povrh spomenutoga, bio je član radne skupine Predsjednika Republike Hrvatske za izradu strategije informatizacije Hrvatske, član Ekonomskog Vijeća Predsjednika Vlade RH i Gospodarsko socijalnog vijeća, član savjetodavnog odbora Agencije za promicanje izvoza i ulaganja Republike Hrvatske, potpredsjednik Upravnog odbora Nacionalne zaklade za potporu učeničkom i studentskom standardu te član upravnih vijeća Ekonomskog instituta i Carneta.
Jedan je od osnivača i član Rotary kluba Zagreb Medveščak. Guverner je Rotary Distrikta 1913 Hrvatska u 2018-19 godini.
U mladosti je svirao gitaru i bas-gitaru u sarajevskim rock bandovima ("Bombaj štampa", "Blitz", "Ulična Garda" i dr.).